# Цеми
Цеми (груз. ცემი) — село в Грузии, на территории Боржомского муниципалитета края (мхаре) Самцхе-Джавахети.

## География
Село находится на юге центральной части Грузии, на левом берегу реки Бакурианисцкали, на расстоянии 7 километров (по прямой) к юго-востоку от города Боржоми, административного центра муниципалитета. Абсолютная высота — 1175 метров над уровнем моря.

## Население
По результатам официальной переписи населения 2014 года, в Цеми проживало 246 человек (117 мужчин и 129 женщин). В национальной структуре населения грузины составляли 98,8 %, русские — 0,8 %, армяне — 0,4 %.
| Год  | Население, человек |
| ---- | ------------------ |
| 2002 | 307                |
| 2014 | ↘ 246              |